# Inigo, portrait
Inigo, portrait est un essai biographique de François Sureau paru le 9 novembre 2010 aux éditions Gallimard. Sureau saisit ce portrait d’Ignace de Loyola durant son cheminement de conversion de vie qui débute le 20 mai 1521, lorsque, contraint à l'immobilité à cause d'une grave blessure infligée lors du siège de Pampelune (1521), et se clôt en septembre 1522, lorsqu’il quitte en pèlerin sa grotte de Manrèse, ayant noté quelques 'exercices spirituels', pour se rendre à Jérusalem en homme nouveau et libre.

## Résumé
I - Le portrait commence par la mort d’Ignace de Loyola le matin du 31 juillet 1556 à Rome. Les derniers jours d’Inigo (Ignatius, depuis ses études à Pari) sont inhabituels: il n’a pas reçu les derniers sacrements et s’éteint seul, dans un silence d’humilité.
II - Trente-cinq ans plus tôt, les troupes françaises du comte de Lesparre font le siège de la citadelle de Pampelune. En cette veille de bataille, Inigo, jeune soldat inexpérimenté des troupes espagnoles, se confesse méthodiquement. Le 20 mai, les troupes françaises attaquent et ouvrent une brèche dans la forteresse. Inigo s’y engouffre et rencontre son destin: un boulet de canon lui fracasse la jambe droite. Après plusieurs jours de convalescence, il décide de rentrer à Loyola.
III - Comprenant qu’il restera infirme si ses os ne se ressoudent pas mieux et très sensible à son apparence physique de chevalier, il insiste pour que des chirurgiens lui rebrisent la jambe. Il sort miraculeusement vivant du coma de quatre jours qui suit cette “boucherie” mais, sa jambe droite étant trop courte, il rappelle les deux chirurgiens et leur enjoint de l’allonger. 
IV - La convalescence qui suit ce supplice est le second tournant de sa vie. Par manque d'autres lectures il lit La Légende dorée et y découvre que les saints étaient des chevaliers de Dieu. Lentement il réalise que sa propre soif de prestige était vaine. Un nouvel amour émerge en lui: celui du Christ.
Un matin, peu avant la Noël de 1521, la Vierge-Marie lui apparaît. Le lendemain, il se met en marche vers la mer Méditerranée. À Arantzazu, il prie la Vierge, lui confie son vœu de chasteté et lui révèle savoir qu’il doit d’abord réformer la chair. A Navarrete, il souhaite faire ses adieux au duc de Najera, qui refuse de le rencontrer; Inigo ne s’en soucie guère. C’est aux alentours de Pedrola, après avoir cheminé avec un Maure qu’il décide de s’en remettre à Dieu et de n’être plus qu’un pèlerin.
Arrivé à l’abbaye bénédictine de Montserrat, son dialogue avec Dom Chanon lui fait comprendre qu’il est inutile de prétendre conquérir un amour qui lui a été accordé avant même qu’il ne soit né. De là il se retire à Manrèse. 
V - À Manrèse, Inigo se sent las du silence persistant de Dieu malgré l’ascèse sévère qu’il s’inflige. Il est tenté par le suicide. Il décide de jeûner à la mort. C’est à cet instant que Dieu s’empare de son âme en l’enveloppant d’un silence épais, prodigieux et protecteur. Inigo se donne alors à Dieu. Il se sent saisi d’une intelligence nouvelle. Il écrit sur son expérience de discernement spirituel (les Exercices spirituels) puis part pour Jérusalem, libre.

## Conclusion
“J’ai longtemps détesté Ignace de Loyola …”, le seul chapitre titré, clôt ce portrait. François Sureau y expose tout ce qui l’avait mené à considérer Loyola “comme une sorte de barbare” mais aussi tout ce qui l’a attiré. Finalement, Sureau voit en Inigo un homme dont la conversion aura duré toute sa vie et dont le legs est enraciné dans ce “silence d’un cœur abandonné” . Ce chapitre permet à François Sureau de marquer ses distances avec ce personnage fascinant, comme lui imprégné de spiritualité, comme lui attaché à l'enseignement et défenseur des institutions. L'auteur y livre des clés, en faisant référence à Rimbaud et Roland Barthes.

## Éditions
- Inigo, portrait, Paris, éditions Gallimard, 2010  (ISBN 978-2-07-013075-7).